# Arnulf Schmitt-Kammler
Arnulf Schmitt-Kammler (* 8. Dezember 1942 in Wien; † 27. Dezember 2023) war ein deutscher Rechtswissenschaftler.

## Leben
Nach der Promotion 1977 an der Universität Erlangen-Nürnberg und der Habilitation an der Universität Marburg 1983 wurde er Professor für Staats- und Verwaltungsrecht an der Universität zu Köln, zum Wintersemester 2007/2008 wurde er emeritiert. Er war Mitverfasser des Kommentars zum Grundgesetz.

## Auszeichnungen
- 1979: Preis der Oberfrankenstiftung für seine Dissertation

## Veröffentlichungen (Auswahl)
- Die Schaffensfreiheit des Künstlers in Verträgen über künftige Geisteswerke. Erlanger juristische Abhandlungen Bd. 21. Köln: Heymann, 1978, ISBN 3-452-18458-7.
- Elternrecht und schulisches Erziehungsrecht nach dem Grundgesetz. Berlin: Duncker & Humblot, 1983, ISBN 3-428-05440-7.